# TNT-Fortuna Combined Events Meeting 2011
TNT-Fortuna Combined Events Meeting 2011 – mityng lekkoatletyczny w konkurencjach wielobojowych, rozegrany 15 i 16 czerwca na stadionie Sletiště w Kladnie w Czechach. Zawody były czwartą odsłoną cyklu IAAF World Combined Events Challenge w sezonie 2011.

## Rezultaty
| Konkurencja            | 1. miejsce       | Rezultat  | 2. miejsce        | Rezultat  | 3. miejsce      | Rezultat  |
| ---------------------- | ---------------- | --------- | ----------------- | --------- | --------------- | --------- |
| Dziesięciobój mężczyzn | Leonel Suárez    | 8231 pkt. | Hans van Alphen   | 8120 pkt. | Willem Coertzen | 8094 pkt. |
| Siedmiobój kobiet      | Tatiana Czernowa | 6773 pkt. | Karolina Tymińska | 6516 pkt. | Aiga Grabuste   | 6252 pkt. |